# Spizocorys starki
Spizocorys starki là một loài chim trong họ Alaudidae.
Loài này được tìm thấy ở Angola, Botswana, Namibia và Nam Phi. Môi trường sống tự nhiên của chúng là xavan khô và vùng cây bụi khô nhiệt đới hoặc cận nhiệt đới.